# Metal Slug 2
Metal Slug 2 (メタルスラッグ2?, Metaru Suraggu 2) è un videogioco arcade del 1998 di genere sparatutto "spara e fuggi", edito da SNK per il Neo Geo. È il seguito del popolare Metal Slug. Questo secondo capitolo è uscito anche in una versione leggermente modificata, intitolata Metal Slug X, la quale venne anche portata su PlayStation nel 2001.

## Trama
Il generale Morden, antagonista sin dal primo titolo, è in realtà ancora vivo e vegeto ed ha appena stretto alleanza con i Marziani per dominare il globo e vendicarsi sui nostri eroi. Sta ancora una volta alla squadra Peregrine Falcon salvare il mondo fermando ogni insurrezione istigata da Morden nel mondo, ora che vi sono aggiunti due nuovi personaggi femminili: Eri e Fio, dell'unità Sparrows. Inoltre Marco e Tarma, protagonisti del primo episodio, hanno ricevuto l'ordine della caserma Peregrine Falcon di ricercare indizi del luogo alieno da visitare, sparsi in diverse aree del mondo.
Marco e Tarma si recano dapprima in un villaggio arabo nei pressi di Dubai; poi in Egitto, dove entrano in una antichissima piramide a cercare oro per i fondi della caserma; quegli stessi fondi devono infatti essere usati per l'acquisto di armi e cibo. Insieme a Eri e Fio fanno tappa in vari altri Paesi, per dirigersi infine in Vietnam, dove si trovano Morden e gli alieni. Questi ultimi si ribelleranno contro lo stesso Morden e toccherà di nuovo ai nostri eroi salvare la situazione assieme all'Esercito della Ribellione. 
Nel finale c'è un chiaro riferimento al film Independence Day in cui per sconfiggere definitivamente l'astronave aliena (ultimo boss del gioco), un aereo da guerra si sacrifica infilandosi nell'apertura da cui parte il raggio laser facendola esplodere.

## Modalità di gioco
La giocabilità non è stata significativamente alterata rispetto a Metal Slug. Si tratta della stessa meccanica di gioco con l'aggiunta di nuove armi, oggetti e potenziamenti che si intrecciano molto bene nelle animazioni e nello stile del gioco. SNK ha reso i livelli molto più distruttibili, con una percentuale più alta di oggetti da distruggere inutilmente. Il titolo contiene un totale di sei livelli.
Oltre a raddoppiare il numero di personaggi disponibili da due a quattro, Metal Slug 2 introduce personaggi di gioco che aiutano il giocatore in battaglia. Il primo è Hyakutaro Ichimonji, un prigioniero che, una volta liberato, combatterà al fianco del giocatore, lanciando palle di Hadoken ai nemici o colpendoli con calci rotanti se si trovano a distanza ravvicinata. Un altro personaggio è il Sergente Rumi Aikawa, un'addetta alle forniture militari priva di senso dell'orientamento, cosa che le è valsa il soprannome di "Fantasma Errante"; porta con sé un enorme zaino stracolmo e lascia cadere oggetti casuali che il giocatore deve raccogliere (ne cadono altri se lo zaino viene colpito o tagliato).

## Nuove caratteristiche

### Nuovi personaggi
- Fio (Fiolina Germi) è l'unica figlia di una agiata famiglia genovese di grande tradizione militare, lei, visto che la madre non poteva avere altri figli, è sempre stata amata dalla famiglia, ma è stata arruolata dagli S.P.A.R.R.O.W.S. Lei spera un giorno di diventare medico, per ora si interessa di chiropratica, agopuntura e moxibustione.[2]
- Eri (Eri Kasamoto) è un'orfana giapponese; esperta di esplosivi, prima fu reclutata dai servizi segreti per le sue abilità, poi, stanca degli assassini e degli intrighi, entrò negli S.P.A.R.R.O.W.S..[3]

### Trasformazione del personaggio
Metal Slug 2 introduce l'abilità di trasformare il proprio personaggio in diverse varianti durante la partita. La prima trasformazione è quella in mummia durante la seconda missione del gioco. Ogni colpo subito da attacchi (rappresentati da un'alitata tossica viola) sferrato dalle mummie o pipistrelli farà scattare la trasformazione. Questa causa una drastica riduzione della velocità dei movimenti del giocatore, e causa la perdita dell'arma speciale.
La mummia spara con pistola con frequenza dei colpi dimezzata e impiega diversi istanti a lanciare una granata. In compenso, i salti sono più alti e più lunghi. Un altro colpo subito causerà il deterioramento della mummia e la morte del personaggio. Vi sono degli antidoti nascosti nel livello e lasciati dai nemici; questi antidoti servono per la guarigione del personaggio.
Un'altra aggiunta in questo capitolo è rappresentata dalla possibilità di diventare obesi. La trasformazione si conquista, logicamente, con l'acquisizione di molti oggetti di cibo durante le missioni. Quando è stato ingerito abbastanza cibo, una voce esclama: "Uh-oh, big!" e il personaggio viene trasformato radicalmente. La velocità dei movimenti è scarsa, ma tutti gli attacchi delle armi sono cambiati: l'attacco ravvicinato da coltellata diventa forchettata e se il personaggio si siede invece della forchettata frusta l'avversario, le granate sono più grosse, e l'arma corrente è rimpiazzata da una versione con proiettili più grossi, danni superiori e altre diverse proprietà. Se si trova un cesto con la dieta, il personaggio ritornerà alle fattezze originali.

### Nuove armi
- Laser Gun [L] – Il laser è molto simile a quello di Contra; è un sottile raggio di luce continuo che spreca le munizioni molto in fretta ma che crea danni enormi.
- A.P. Shells – Questo power-up trasforma i normali colpi del carro armato in colpi penetranti (armor piercing) e ne aggiunge altri 10. Gli A.P. shells viaggiano in una traiettoria differente, in maniera più lineare. Provocano molti più danni dei colpi normali.
- Firebomb – Queste armi simili a Molotov rimpiazzano le granate nell'inventario del giocatore. Una volta raggiunto l'impatto, le Firebomb rilasciano una nuvola infuocata che è l'equivalente di 6 colpi di lanciafiamme.

### Nuovi veicoli
- Camel Slug: il primo veicolo presentato al giocatore in Metal Slug 2, il cammello è semplicemente il solito blaster direzionale del carro armato Metal Slug, senza protezioni e cannone. Le granate possono essere lanciate dal dorso dell'animale. Essendo privo di ogni protezione, ogni colpo a segno colpisce direttamente il pilota del mezzo senza distruggere il mezzo che è nuovamente a disposizione del primo giocatore che vi monta in groppa.
- Slug Flyer – Questo veicolo è una chiara citazione del VTOL Harrier jet. Il giocatore può sparare da un blaster simile a quello degli altri veicoli, senza però poter sparare all'indietro. I missili possono essere lanciati comunque dal veicolo; una volta usciti dall'aereo, colpiscono direttamente il nemico.
- Slugnoid – Veicolo antropomorfo, sebbene sia lento nel camminare è abile nei salti: ha due cannoni Vulcan (direzionabili anche in direzioni diverse) invece che uno, più un cannone puntato in basso.

## Accoglienza
Alla loro prima apparizione, sia Metal Slug 2 che Metal Slug X ricevettero recensioni generalmente positive. In Giappone, la rivista Game Machine elencò il 2 come la terza unità arcade di maggior successo del marzo 1998, mentre invece X come la settima unità di maggior successo dell'aprile 1999.
L'esposizione di Metal Slug 2 all'AOU Show del febbraio 1998 ebbe un impatto significativo, con Sega Saturn Magazine che riportò che "SNK ha esposto con orgoglio quello che molti ritenevano fosse il gioco della fiera: Metal Slug 2. Un'enorme folla si è radunata attorno allo stand per dare un'occhiata a uno dei più grandi giochi basati sugli sprite che avessero mai visto". Quando esso fu pubblicato sulla Virtual Console nel 2008, Lucas M. Thomas di IGN gli diede un punteggio di 7,5 su 10. Fu molto critico nei confronti del rallentamento (una critica comune al gioco quando fu pubblicato per la prima volta e uno dei principali punti di forza di Metal Slug X), ma ne elogiò altri aspetti: "È ancora un gioco piuttosto solido di per sé, e non si può negare che sia sia esilarante che pieno zeppo di grande azione run-and-gun".
Tom Bramwell di Eurogamer ha valutato la versione PlayStation di Metal Slug X con 8 su 10. Sebbene ritenesse che il gioco fosse un po' datato rispetto agli attuali standard della console Sony, ha concluso che "Metal Slug X è un aggiornamento semplice e gradito ai fan della serie MS, e per il resto di noi è il miglior gioco del suo genere su PlayStation". Johnny Liu di GameRevolution ha valutato il gioco con una B, scrivendo "dato che ci sono sempre meno buoni giochi per PlayStation, per non parlare di un porting di qualità. Si potrebbe fare molto peggio in questi giorni". Ryan Davis di GameSpot gli ha dato un punteggio di 8,2 su 10, scrivendo: "Ciò che distingue davvero Metal Slug X dal resto della massa è la sua presentazione ironica. Ad esempio, i soldati nemici ridono quando muori ma urlano di orrore quando si rendono conto che sei tornato. O quando un certo boss intermedio viene sconfitto, il suo cadavere cade dallo schermo e viene divorato da un'orca gigante. Questo senso dell'umorismo distorto, combinato con il suo gameplay frenetico, conferisce al gioco un sapore unico e lo rende uno dei migliori sparatutto a scorrimento laterale in circolazione". È stato nominato per il premio annuale "Miglior gioco per PlayStation" di GameSpot e, tra i giochi per console, per il premio "Miglior gioco a cui nessuno ha giocato".
Scott Steinberg ha recensito la versione PS di Metal Slug X per Next Generation, valutandola con tre stelle su cinque e affermando che è "uno sparatutto militare derivativo ma immediatamente accattivante che si è guadagnato i suoi galloni".